# アルデンテ (アルバム)
『アルデンテ』は、日本のバンド・マカロニえんぴつのインディーズ1作目のミニ・アルバムである。

## 概要
2012年に結成されたマカロニえんぴつにとって初の全国流通盤となった作品。本作についてはっとりは「ここにいるぞっていう、主張の一枚」としている。
本作に収録の6曲のうち、3曲は自主制作盤から3曲が選出された楽曲となっており、冒頭の2曲は本作のために書き下ろされた楽曲となっている。
2014年12月12日に本作のトレーラー映像が公開された。
2022年10月9日に収録曲「あこがれ」の2022年新録バージョンが「あこがれ（2022 再録）」のタイトルで配信シングルとしてリリースされた。

## 収録曲
| 全作詞・作曲: はっとり。 |                          |          |            |      |
| #                        | タイトル                 | 作詞     | 作曲・編曲 | 時間 |
| 1.                       | 「鳴らせ」               | はっとり | はっとり   | 3:16 |
| 2.                       | 「ワンドリンク別」       | はっとり | はっとり   | 1:50 |
| 3.                       | 「零色」                 | はっとり | はっとり   | 3:50 |
| 4.                       | 「幸せやそれに似たもの」 | はっとり | はっとり   | 4:30 |
| 5.                       | 「なんだったっけ」       | はっとり | はっとり   | 3:36 |
| 6.                       | 「あこがれ」             | はっとり | はっとり   | 4:04 |
| 合計時間:                | 合計時間:                | 21:06    |            |      |

## 楽曲解説
鳴らせ
本作のリード曲で、アルバムのために書き下ろされた。
歌詞はギリギリに出来たもので、レコーディングの予備日も飛んでしまい、はっとり曰く「ここ逃したらねぇぞ」という日に出来たとのこと。
ミュージック・ビデオは、川崎龍弥が監督を務めた作品。

ワンドリンク別
マカロニえんぴつにとって初となる女性目線の楽曲。
タイトルはライブハウスで使用される言葉で、はっとりは「普通に読めばライブハウスの歌で、少し皮肉ったりもしつつ、でもそれを比喩で女の人が人には言えないような恋をしている」と語っている。
零色
タイトルは冷凍食品とかけたはっとりによる造語で、「れいしょく」と読む。タイトルについてはっとりは、「メンタルが弱ってる人や鬱になっちゃう人って、ある日ある時から自分の中を何かが支配しているような感覚になると思うんですよ。それで体内に取り入れるというか、入ってきてしまったという意味で、食べ物のレイショクとかけてみたりして」と語っている。
幸せやそれに似たもの
はっとり曰く「フラれ唄」。はっとり曰く「『零色』を出す前は、これがマカロニえんぴつと言えば、みたいな曲だった」。
歌詞については「半分実体験・半分後付け」としている。
なんだったっけ
活動初期から存在していた楽曲で、バンド結成時に最初に声をかけたサティに渡したデモ音源がこの曲であった。
歌詞は大学1年生の時に書かれたもので、はっとりは「今とはだいぶ年が経つから、何でそんなに逆ギレしてんの？って（笑）」と語っている。歌詞の世界観については「ちょっと『零色』をポップにした感じ」とし、「新しい環境とかに馴染めない人が抱えている何か、息苦しさみたいなものを唄った歌」と説明している。
あこがれ
イントロから作られた楽曲。メロディが先に存在していて、後から歌詞が付けられた。
当初収録される予定はなかったが、「落ち着かせる曲が欲しい」ということから試しにレコーディングが行われ、「良かったから入れちゃおう」ということから収録された。なお、歌もほぼ一発録りとなっている。